# Riu San Bernardino
El riu San Bernardino és un riu dels Estats Units, que neix a l'extrem sud-est del Comtat de Cochise, a l'estat d'Arizona, i es tributari del riu Bavispe, a Sonora, Mèxic.

## Conca
El riu San Bernardino té dos afluents principals: el riu Agua Prieta i el rierol Cajón Bonito. Les capçaleres es troben a la vall de Black Draw. Des d'allà el riu es dirigeix cap al sud, entrant a Mèxic per l'est de Douglas (Arizona). Al nord de Sonora, se li uneix el rierol Cajón Bonito a la vall de San Bernardino, després de drenar la Sierra de San Luis i l'extrem nord de Sierra Madre Occidental. A continuació se li uneix l'Agua Prieta, el qual també neix al Comtat de Cochise i creua cap a Mèxic a Agua Prieta i Douglas. El riu Agua Prieta es dirigeix cap al sud i l'est per unir-se al riu San Bernardino, poc després que el riu Agua Prieta s'hagi trobat amb el Fronteras, el que va cap al nord des de prop de Nacozari de Garcia, a Sonora. El riu San Bernardino s'uneix al riu Bavispe a l'estat de Morelos, a l'extrem nord de la Sierra del Tigre. Des d'allà el riu Bavispe flueix cap al sud-oest fins al riu Yaqui, que finalment desemboca al golf de Califòrnia.

## Ecologia
Leopold va documentar el 1977 la presència del castor americà al nord de Mèxic, i un estudi de l'any 2000 va trobar 5 parelles de castors al rierol Cajón Bonito, en ranxos remots sense bestiar. Els autors d'aquest estudi van informar de que els ramaders locals mataven els castors perquè temien que els arbres caiguts bloquegessin les carreteres. No obstant això, els castors són considerats espècies clau i enginyers de l'ecosistema, ja que les seves preses eleven el nivell freàtic i converteix rierols estacionals en estanys permanents, que produeixen impactes altament beneficiosos sobre l'abundància d'espècis i la diversitat de la zona de ribera. Hendrickson et al. també van documentar el 1978 la presència del castor al rierol Cajón Bonito.